# 蘭德 (內華達州米納勒爾縣)
蘭德（英語：Rand）是位於美國內華達州米納勒爾縣的鬼鎮。

## 歷史
蘭德的郵局於1915年設立，其後於1935年停運。

## 地理
蘭德所處的海拔為高於海平面1269米（即4163英呎），而該地所採用的時區為UTC-8，即太平洋时区（PST）。同時該地設有夏令時間，為UTC-8調快一小時，即UTC-7（PDT）。